# José María Hinojosa
José María Hinojosa (Campillos, 17 settembre 1904 – Malaga, 22 agosto 1936) è stato un poeta e scrittore spagnolo, esponente della cosiddetta Generazione del '27, ed espressione del surrealismo.
Fu fucilato dai repubblicani all'inizio della guerra civile spagnola.

## Biografia
Nel 1921 si iscrisse all'università di Granada, in diritto, facendo amicizia con Federico Garcia Lorca, e finì gli studi a Madrid nel 1926.
Nel 1923, insieme a Manuel Altolaguirre e José María Souvirón, diresse la rivista Ambos, con echi del dadaismo, dell'espressionismo e del futurismo, e raggruppando letteratura, pittura e musica, creazione, critica e traduzioni.
Introdusse in Spagna la poesia surrealista, che culminerà in La flor de California del 1928, opera di prosa poetica. 
Fu condirettore nel 1929, insieme a Emilio Prados, della rivista Litoral. Nel 1931 pubblicherà il suo ultimo libro, La sangre en libertad, anche questo surrealista.
Dalla proclamazione della Seconda Repubblica Spagnola nel 1931, avviò un'intensa attività politica nei partiti di destra antirepubblicana. Durante questi anni pubblicherà più di centocinquanta articoli sulla stampa di Malaga. Nell'agosto 1932 fu arrestato dopo il pronunciamento del generale José Sanjurjo per le sue manifestazioni nella Comunione tradizionalista carlista e rilasciato quindici giorni dopo. 
Dopo le elezioni del 1933, vinte dalla destra, sarà nominato delegato del Governo della Conferenza Idrografica del Sud della Spagna con sede a Malaga, per alcuni mesi.
Nelle elezioni politiche del 1936 si presentò con la Confederazione Spagnola delle Destre Autonome ma non venne eletto deputato. All'inizio della guerra civile spagnola, dopo l'Alzamiento in Spagna nel luglio 1936, fu arrestato dai repubblicani, insieme al padre e al fratello, e accusato di essere "fascista".
Insieme ad altri quarantasei detenuti, i tre furono uccisi da un plotone di esecuzione sul muro del cimitero di San Rafael da un gruppo di miliziani anarchici e socialisti che avevano precedentemente assaltato il carcere provinciale di Malaga.

## Opere
- Poema del campo (Madrid, 1925)
- Poesía de perfil (Parigi, 1926)
- La rosa de los vientos (Malaga, 1927)
- Orillas de la luz (Malaga, 1928)
- La flor de Californía (Madrid, 1928)
- La sangre en libertad (Malaga, 1931)